# Štefan Tománek
Štefan Tománek (* 22. duben 1948 Dolné Kočkovce) je bývalý slovenský fotbalista, obránce nebo záložník, reprezentant Československa. Jeho bratr Jozef Tománek byl rovněž prvoligovým fotbalistou.

## Fotbalová kariéra
Za československou reprezentaci odehrál v letech 1971–1973 čtyři utkání. S fotbalem začínal v rodných Dolných Kočkovcích, jako před ním jeho o tři roky starší bratr Jozef. Z této vesnice pochází i Jozef a František Chovancovi. V roce 1966 odešel do Púchova, ale o rok později nastoupil na vojnu do Dukly Praha a odtud přestoupil v roce 1969 do ZVL Žilina. Roku 1979 odešel do ZVL Bytča a později se vrátil do Púchova. V lize odehrál 264 utkání a dal 51 gólů. Za olympijský výběr nastoupil ve 4 utkáních a dal 1 gól a za reprezentační B-tým nastoupil ve 3 utkáních. V sezoně 1978/79 byl nejlepším střelcem SNFL (II. liga) se 17 brankami.

## Ligová bilance
| Ročník                                      | Zápasy | Góly | Klub                   |
| ------------------------------------------- | ------ | ---- | ---------------------- |
| 1. československá fotbalová liga 1968/69    | 3      | 0    | Dukla Praha            |
| 1. československá fotbalová liga 1969/70    | 28     | 2    | ZVL Žilina             |
| 1. československá fotbalová liga 1970/71    | 30     | 8    | ZVL Žilina             |
| 1. československá fotbalová liga 1971/72    | 30     | 5    | ZVL Žilina             |
| 1. československá fotbalová liga 1972/73    | 29     | 7    | ZVL Žilina             |
| 1. československá fotbalová liga 1973/74    | 30     | 6    | ZVL Žilina             |
| 1. československá fotbalová liga 1974/75    | 30     | 7    | ZVL Žilina             |
| 1. československá fotbalová liga 1975/76    | 24     | 8    | ZVL Žilina             |
| 1. československá fotbalová liga 1976/77    | 30     | 3    | ZVL Žilina             |
| 1. československá fotbalová liga 1977/78    | 30     | 5    | ZVL Žilina             |
| 1. slovenská národní fotbalová liga 1978/79 | –      | 17   | ZVL Žilina             |
| 1. slovenská národní fotbalová liga 1981/82 | 25     | 1    | Gumárne 1. mája Púchov |
| 1. slovenská národní fotbalová liga 1983/84 | 27     | 5    | Gumárne 1. mája Púchov |
| 1. slovenská národní fotbalová liga 1984/85 | 26     | 4    | Gumárne 1. mája Púchov |
| 1. slovenská národní fotbalová liga 1985/86 | 26     | 2    | Gumárne 1. mája Púchov |
| CELKEM 1. liga                              | 264    | 51   |                        |

## Trenérská kariéra
Jako trenér vedl MŠK Žilina i MŠK Púchov.